# 2M TV
2M TV är en marockansk TV-kanal. Kanalen grundades 4 mars 1989 och ägs delvis av marockanska staten.
Kanalen är baserad i Casablanca. Den är tillgänglig lokalt på digital signal med täckning över hela Marocko finns också som Satellit-TV via Globecast, Nilesat och Arabsat. Kanalens språk är arabiska, franska och berberspråk.
Kanalen sänder nyheter, filmer, sport och musik. Bland filmer visas ofta amerikanska filmer.